# NGC 1558
NGC 1558 je galaksija u zviježđu Satu.

## Vanjske poveznice
- SEDS: NGC 1558